# Maksim Beliaïev
Maksim Aleksandrovitch Beliaïev (en russe : Максим Александрович Беляев) est un footballeur international russe né le 30 septembre 1991 à Oziory. Il évolue au poste de défenseur à l'Arsenal Toula.

## Biographie

### Carrière en club

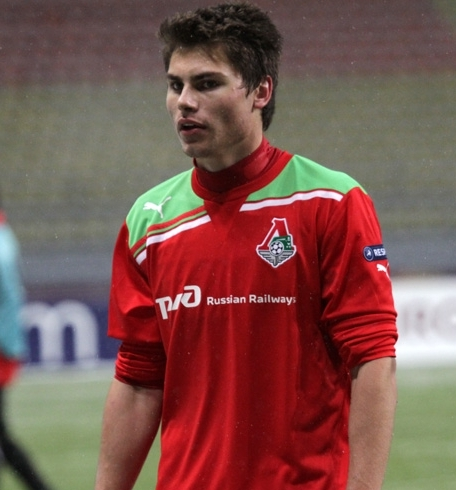
Maksim Beliaïev avec le Lokomotiv Moscou en 2012.

Natif d'Oziory dans l'oblast de Moscou, Beliaïev effectue dans un premier temps sa formation au sein de l'école de football du Spartak Moscou avant de rejoindre à l'âge de 13 ans le centre de formation du Lokomotiv Moscou, où il fait ses débuts professionnels à l'âge de 17 ans le 15 juillet 2009 face au SKA-Khabarovsk en Coupe de Russie, avant de disputer son premier match de championnat quatre jours plus tard contre l'Amkar Perm,. Peu utilisé par la suite en équipe première, il est prêté en début d'année 2011 au Dinamo Briansk en deuxième division, où il joue dix matchs avant de partir à l'été au Torpedo Vladimir dans la même division, s'y illustrant cette fois rapidement en inscrivant un triplé dès son deuxième match face au Kamaz Naberejnye Tchelny le 22 août, et dispute en tout 14 rencontres, inscrivant notamment un nouveau but contre le Ienisseï Krasnoïarsk tandis que le Torpedo se place quatorzième en fin d'année.
Ses performances en deuxième division lui valent d'être rappelé par José Couceiro dans l'effectif du Lokomotiv Moscou pour la fin de la saison 2011-2012, disputant dix rencontres pour un but marqué lors du derby face au Dynamo Moscou. Il joue également ses deux premiers matchs continentaux en prenant part aux seizièmes de finale de la Ligue Europa, qui voit le Lokomotiv être vaincu par l'Athletic Bilbao. L'arrivée de Slaven Bilić à la tête de l'équipe première s'accompagne d'une rechute de son temps de jeu, avec seulement deux matchs joués lors de la deuxième partie d'année 2012. Il est par la suite prêté au FK Rostov pour la fin de l'exercice 2012-2013, où il sept rencontres, incluant une demi-finale de Coupe de Russie finalement perdue face au CSKA Moscou.
Complètement inutilisé lors des deux saisons qui suivent et affecté par les blessures, notamment une rupture de ligament croisé au mois d'août 2014, Beliaïev quitte finalement le Lokomotiv à l'été 2015 pour rejoindre le Chinnik Iaroslavl en deuxième division. Il y dispute la première partie de la saison 2015-2016 avant de rejoindre au mois de février 2016 l'Arsenal Toula, où il joue 14 matchs pour un but marqué tandis que le club termine deuxième du championnat et est promu en première division. Les années qui suivent le voit devenir un titulaire régulier au sein de la défense de l'Arsenal, avec qui il dispute notamment la Ligue Europa à l'été 2019. Après près de cinq années et demi au club, il s'en va à l'issue de la saison 2020-2021.

### Carrière internationale
Sélectionné avec l'équipe de Russie des moins 19 ans entre 2009 et 2010, Beliaïev dispute notamment deux matchs de qualification pour l'Euro 2010 contre le Liechtenstein et l'Irlande du Nord. Il est par la suite appelé par Nikolaï Pissarev avec les Espoirs avec qui il joue cinq rencontres éliminatoires pour l'Euro 2013 et participe dans la foulée à la phase finale du tournoi, étant titularisé pendant chaque match tandis que la Russie est éliminée lors de la phase de groupes. Il est également nommé dans un premier temps dans la liste élargie de l'équipe russe qui prend part à l'Universiade d'été de 2013, mais n'est finalement pas retenu dans l'effectif final.
Beliaïev est appelé pour la première fois avec la sélection A par Fabio Capello en mars 2014 à l'occasion d'un match amical contre l'Arménie, où il reste cependant inutilisé. Il n'est rappelé à nouveau que cinq ans plus tard par Stanislav Tchertchessov en mai 2019 dans le cadre des deux matchs de qualification à l'Euro 2020 contre Saint-Marin et Chypre, mais ne dispute à nouveau aucun de ces deux matchs. Il fait finalement ses débuts en sélection le 19 novembre de la même année, démarrant comme titulaire à l'occasion d'une large victoire des siens contre Saint-Marin (5-0).

## Statistiques
| Saison                | Club                    | Championnat           | Championnat | Championnat | Coupe(s) nationale(s) | Coupe(s) nationale(s) | Compétition(s) continentale(s) | Compétition(s) continentale(s) | Compétition(s) continentale(s) | Total | Total |
| Saison                | Club                    | Division              | M.          | B.          | M.                    | B.                    | Comp.                          | M.                             | B.                             | M.    | B.    |
| 2009                  | Lokomotiv Moscou        | D1                    | 1           | 0           | 1                     | 0                     | -                              | -                              | -                              | 2     | 0     |
| 2010                  | Lokomotiv Moscou        | D1                    | -           | -           | -                     | -                     | -                              | -                              | -                              | 0     | 0     |
| 2011-2012             | Lokomotiv Moscou        | D1                    | 10          | 1           | -                     | -                     | C3                             | 2                              | 0                              | 12    | 1     |
| 2012-2013             | Lokomotiv Moscou        | D1                    | 1           | 0           | 1                     | 0                     | -                              | -                              | -                              | 2     | 0     |
| Sous-total            | Sous-total              | Sous-total            | 12          | 1           | 2                     | 0                     | -                              | 2                              | 0                              | 16    | 1     |
| 2011-2012             | Dinamo Briansk (prêt)   | D2                    | 10          | 0           | -                     | -                     | -                              | -                              | -                              | 10    | 0     |
| 2011-2012             | Torpedo Vladimir (prêt) | D2                    | 14          | 4           | 1                     | 0                     | -                              | -                              | -                              | 15    | 4     |
| 2012-2013             | FK Rostov (prêt)        | D1                    | 5           | 0           | 2                     | 0                     | -                              | -                              | -                              | 7     | 0     |
| 2015-2016             | Chinnik Iaroslavl       | D2                    | 16          | 0           | 2                     | 0                     | -                              | -                              | -                              | 18    | 0     |
| Sous-total            | Sous-total              | Sous-total            | 45          | 4           | 5                     | 0                     | -                              | -                              | -                              | 50    | 4     |
| 2015-2016             | Arsenal Toula           | D2                    | 14          | 1           | -                     | -                     | -                              | -                              | -                              | 14    | 1     |
| 2016-2017             | Arsenal Toula           | D1                    | 29          | 1           | 1                     | 0                     | -                              | -                              | -                              | 30    | 1     |
| 2017-2018             | Arsenal Toula           | D1                    | 27          | 1           | 1                     | 0                     | -                              | -                              | -                              | 28    | 1     |
| 2018-2019             | Arsenal Toula           | D1                    | 28          | 1           | 6                     | 1                     | -                              | -                              | -                              | 34    | 2     |
| 2019-2020             | Arsenal Toula           | D1                    | 29          | 0           | 2                     | 1                     | C3                             | 2                              | 0                              | 33    | 1     |
| 2020-2021             | Arsenal Toula           | D1                    | 16          | 0           | -                     | -                     | -                              | -                              | -                              | 16    | 0     |
| 2021-2022             | Arsenal Toula           | D1                    | 12          | 0           | 2                     | 0                     | -                              | -                              | -                              | 14    | 0     |
| Sous-total            | Sous-total              | Sous-total            | 155         | 4           | 12                    | 2                     | -                              | 2                              | 0                              | 169   | 6     |
| Total sur la carrière | Total sur la carrière   | Total sur la carrière | 212         | 9           | 19                    | 2                     | -                              | 4                              | 0                              | 235   | 11    |